# 69-я пехотная дивизия (вермахт)
69-я пехотная дивизия (нем. 69. Infanterie-Division) — тактическое соединение сухопутных войск вооружённых сил нацистской Германии периода Второй мировой войны.

## История
Сформирована 26 августа 1939 как дивизия второй волны призыва на базе 16-й артбатареи. В первые дни проводила учения в провинции Эйфель (северо-западная Германия). В апреле 1940 года приняла участие во вторжении в Норвегию: часть дивизии высадилась на Эгерсунне и захватила все центры связи, прервав сообщение Норвегии с Европой. Девятьсот солдат из дивизии были размещены в Бергене, восстанавливая защитные сооружения, а пять тысяч человек высадились в Соле на 250 транспортных самолётах после захвата аэродрома Солы парашютистами. Затем дивизия взяла Ставангер и осталась в городе до ноября 1942 года.
В декабре 1942 года дивизия почти полностью (кроме 193-го пехотного полка, который был заменён в составе дивизии и остался в Норвегии) была переброшена на Восточный фронт, чтобы помочь группе армий «Север» взять Ленинград, однако к февралю 1944 года их отбросили к Пскову. В июле дивизию перевели в группу армий «Центр», однако она не была способна остановить советские войска и вынуждена была отступить в Прибалтику. В Восточной Пруссии дивизия обороняла города Мемель и Кёнигсберг. Многочисленные артобстрелы и бомбардировки с воздуха привели к огромным потерям в составе дивизии, и она капитулировала 9 апреля 1945 перед частями Красной Армии.

## Районы боевых действий
- Германия (сентябрь 1939 — апрель 1940);
- Норвегия (апрель 1940 — апрель 1943);
- Восточный фронт (север) (апрель 1943 — сентябрь 1944);
- Восточный фронт (центр) (сентябрь 1944 — январь 1945);
- Германия, Восточная Пруссия (январь — апрель 1945).

## Командование

### Командиры
- генерал артиллерии Герман Титтель (нем. Hermann Tittel, 26 августа 1939 — 28 сентября 1941);
- генерал-лейтенант Бруно Ортнер (нем. Bruno Ortner, 29 сентября 1941 — 1 февраля 1944);
- генерал-лейтенант Зигфрид Рейн (нем. Siegfried Rein, 1 февраля 1944 — 20 января 1945, погиб в бою);
- полковник Рудольф Гримм (нем. Rudolf Grimme, 20 января — 9 февраля 1945);
- генерал-майор Каспар Фолькер (нем. Kaspar Völker, 9 февраля — 9 апреля 1945).

## Награждённые
Награждённые Сертификатом почёта Главнокомандующего Сухопутных войск Вермахта для военных формирований Вермахта
- 14 октября 1943 — 2/159-го пехотного полка за 2 сбитых самолёта противника 10 февраля 1943 (№ 385);

Награждённые из дивизии
|  | Кавалеры Золотого Немецкого Креста                                                                          | 30 |
|  | Кавалеры Рыцарского креста Железного креста                                                                 | 11 |
|  | Кавалеры Почётного знака отличия Сухопутных войск «Почётная пряжка на орденскую ленту для Сухопутных войск» | 9  |

- Награждённые Сертификатом почёта Главнокомандующего Сухопутных войск (2)